# Mai 1896

## Événements

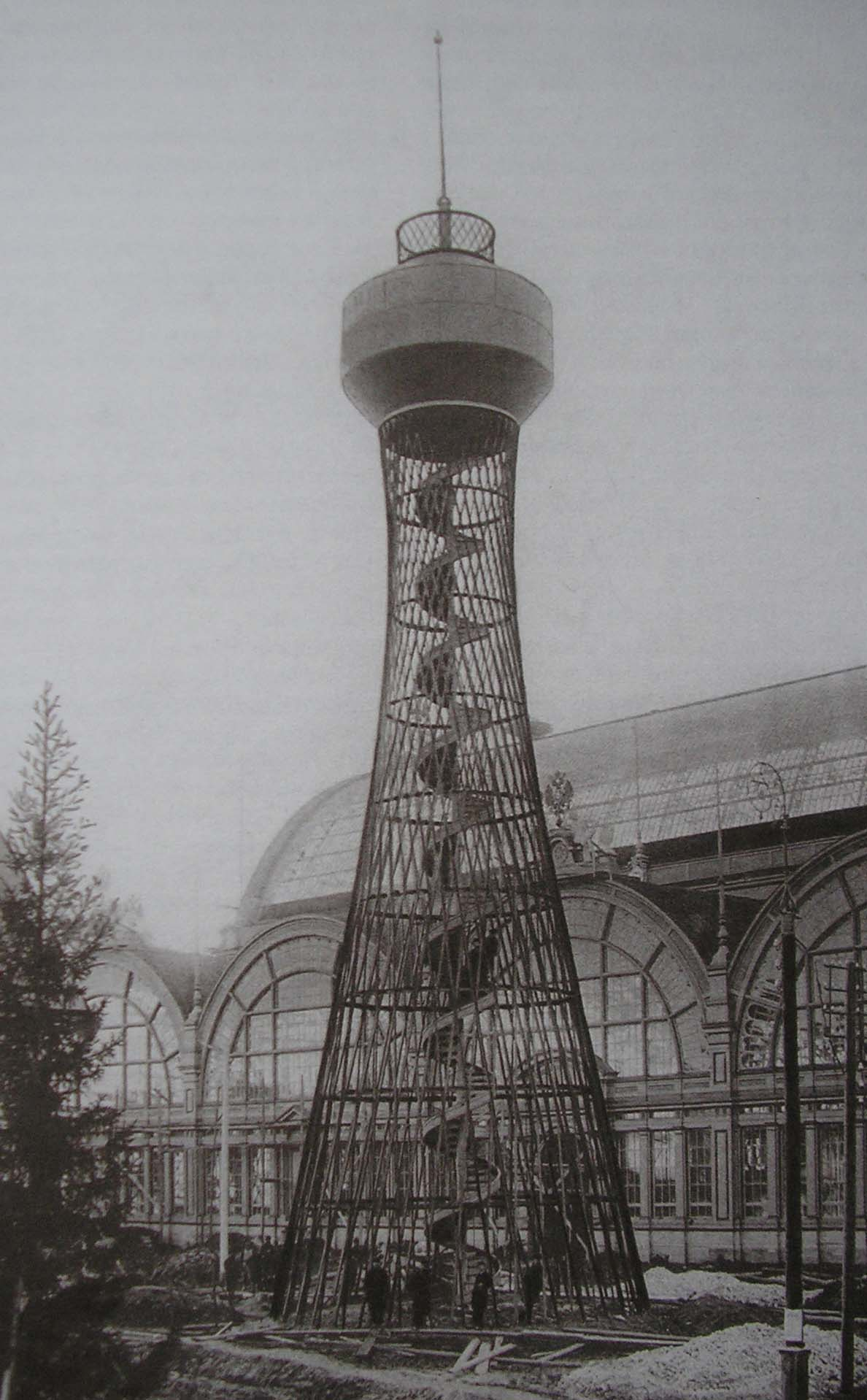
6 juin : exposition panrusse à Nijni Novgorod

- Mai - juin : 35 000 ouvriers du textile en grève à Saint-Pétersbourg.

- 1er mai :
  - Canada : Sir Charles Tupper devient premier ministre, remplaçant Sir Mackenzie Bowell.
  - Révolte des tabacs en Perse (1896-1898). Assassinat du chah Naser al-Din à l’instigation d’Afghani. Son fils Muzzafar al-Din lui succède (fin en 1907).

- 2 mai (Hongrie) : Budapest est la deuxième ville d'Europe à se doter d’un métropolitain (Exposition du millénaire).

- 4 mai : lancement du Daily Mail, qui inaugure l’ère de la grande presse au Royaume-Uni.

- 11 mai : Edmund James Flynn devient premier ministre du Québec remplaçant Louis-Olivier Taillon.

- 14 mai :
  - Signature de l’accord Yamagata-Lobanov entre le Japon et la Russie. Les deux puissances, qui se considèrent comme protectrices de la Corée, s’accordent pour limiter leurs effectifs militaires et promettent de s’informer mutuellement à l’avance en cas de mouvements.
  - Russie[1]/26 mai : tragique bousculade lors des fêtes du couronnement de Nicolas II à Moscou. Plus de 1 000 morts.

- 26 mai :
  - Création du Dow Jones.
  - Philippines : nouvelle insurrection contre le pouvoir colonial à Manille. Dirigée par Emilio Aguinaldo, elle gagne l’ensemble de l’archipel mais est matée par une répression efficace.

- 28 mai[1] / 6 juin - 1er octobre[1] / 13 octobre : exposition universelle et premier Congrès panrusse de l’industrie et du commerce à Nijni Novgorod.

## Naissances
- 3 mai : Dodie Smith, romancière, scénariste et dramaturge britannique, qui avait écrit Les 101 Dalmatiens en particulier († 24 novembre 1990).
- 30 mai : Howard Hawks, scénariste, producteur et réalisateur américain († 26 décembre 1977).

## Décès
- 4 mai : Timothy Warren Anglin, politicien.
- 29 mai : Auguste Daubrée, géologue français.